# إليانور باتلر روزفلت
إليانور باتلر روزفلت (بالإنجليزية: Eleanor Butler Roosevelt) هي مؤرخة ومصورة أمريكية، ولدت في 1888 في نيويورك في الولايات المتحدة، وتوفيت في 29 مايو 1960 في أويستر باي في الولايات المتحدة.